# Heteropsyllus exiguus
Heteropsyllus exiguus är en kräftdjursart som först beskrevs av Sars 1911.  Heteropsyllus exiguus ingår i släktet Heteropsyllus och familjen Canthocamptidae. Arten har ej påträffats i Sverige. Inga underarter finns listade i Catalogue of Life.